# Županja
Županja és una ciutat de Croàcia al comtat de Vukovar-Srijem.
Es troba a una altitud de 81 msnm i a 252 km de la capital nacional, Zagreb.

## Demografia
Al cens de 2011 el total de població de la ciutat va ser de 12.090 habitants. No té localitats dependents.
| Gràfica de població de Županja 1857-2011 |
|                                          |